# Dyrk

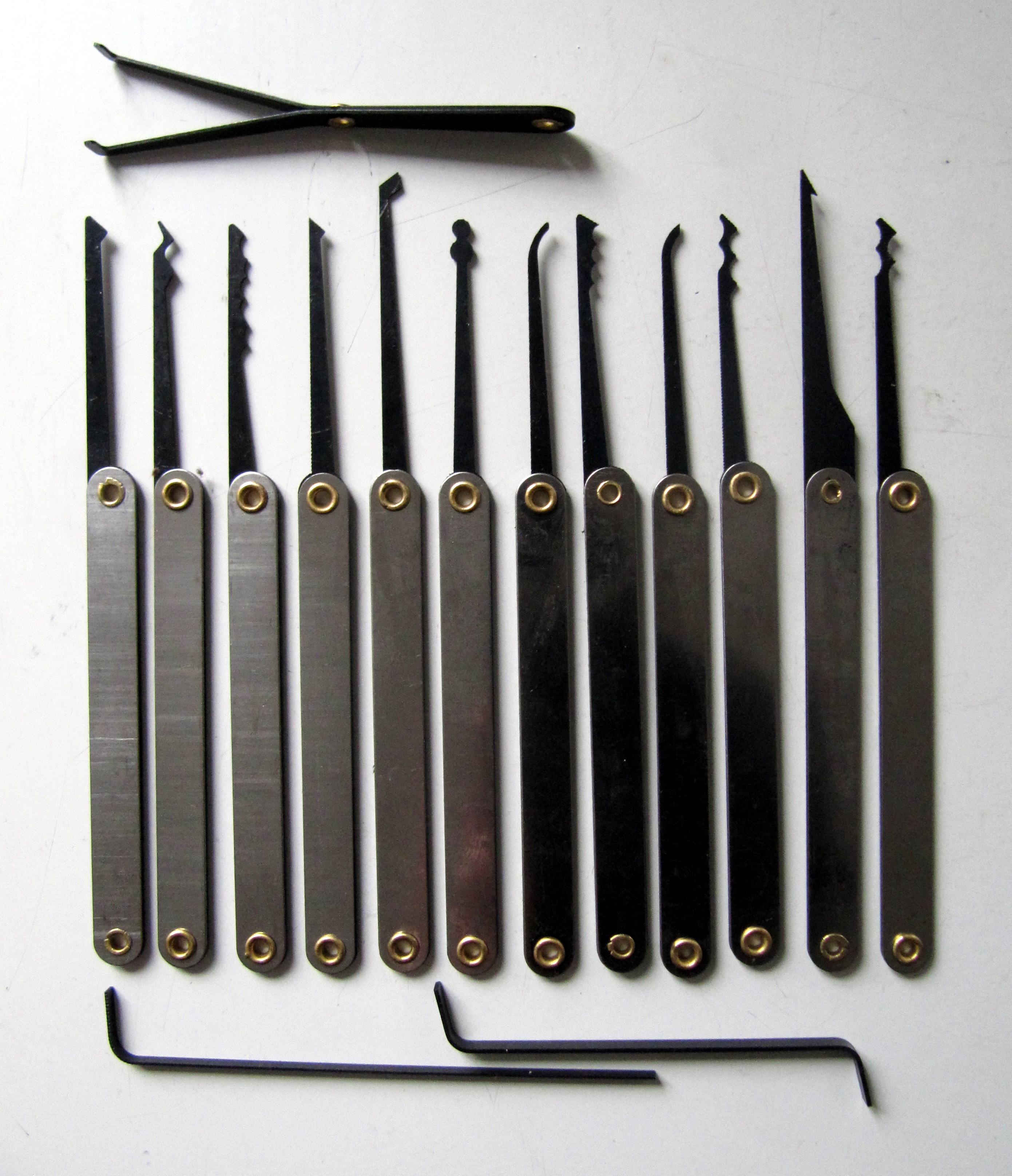
Dyrkar. De två verktygen längst ner är vridare.

Dyrk är ett verktyg som används för att öppna lås utan tillhörande nyckel eller kombination.

## Etymologi
Ordet dyrk finns belagt i svenskan sedan 1545.

## Metoder och verktyg
Vid dyrkning används oftast två verktyg: själva dyrken samt en vridare. I ett stiftlås hindras cylindern från att rotera av ett antal spärrande element, stift, som blockerar rotationen. Principen vid dyrkning är att "binda" stiften genom att vrida cylindern så att ett eller flera stift kläms fast mellan kolv och cylinder. När man känt efter med dyrken vilka stift som sitter fast och inte fjädrar trycks de försiktigt upp tills de hamnar utanför cylindern. Så fortsätter man tills alla stift hamnar i rätt höjd.
Bättre lås, som inte ska gå att öppna med dessa verktyg, kallas dyrkfria. Många så kallade dyrkfria lås kan ändå med olika metoder dyrkas upp av låssmeder och inbrottstjuvar, om de känner till låsets konstruktion. Ju bättre låskonstruktionen är, desto längre tid tar det att forcera låset.
Moderna lås har ett antal system för att försvåra dyrkning. Det vanligaste är att stiften är modifierade så att det blir svårt att hitta rätt höjd på stiften, samt att man försvårar att stiften lyfts genom att förse stiftkanalerna med "hullingar", som verkar bara när man vrider på låset. Dessa modifikationer påverkar oftast inte handhavandet av låset med rätt nyckel.
En uppsjö av metoder och verktyg finns för att dyrka i princip vartenda lås på marknaden. Dessa verktyg, som oftast kallas för decoder, finns bara tillgängliga för statliga myndigheter. Decodrarna finns oftast inte synliga på publika hemsidor, utan kräver behörighet för att få ta del av informationen. En decoder läser av låsets karakteristik varefter en fungerande nyckel kan tillverkas, oftast på plats. Men även verktyg som både läser av karakteristiken, för senare snabbare öppningar, och öppnar låset direkt finns. Ett känt exempel på det senare är ett lås av vridskivsprincip. Tillverkaren John Falle började sälja ett verktyg till detta lås även till vanliga låssmeder, vilket medförde att låstillverkaren ändrade sin konstruktion för att förhindra användandet av detta verktyg.